# Unplugged (álbum de Neil Young)
Unplugged es un álbum en directo del músico canadiense Neil Young, publicado por la compañía discográfica Reprise Records en junio de 1993.
El álbum, también publicado como VHS y DVD, incluye la participación de Young en la serie Unplugged de la cadena de televisión MTV. La grabación estuvo llena de tensiones por desacuerdos entre Young y otros músicos con los resultados de algunos temas. De hecho, la versión publicada en el álbum es el segundo intento de grabación con el grupo, aprobado para su emisión y publicación. 
Unplugged incluyó «Stringman», una canción inédita que data de 1976. Además de los temas incluidos en el álbum, Young interpretó también las canciones "Tonight's the Night", "Dreamin' Man", "Sample and Hold", "War of Man" y "Winterlong" durante el concierto, no publicados en la edición final. 

## Recepción
Tras su publicación, Unplugged obtuvo críticas mixtas de la prensa musical. William Ruhlmann de Allmusic escribió: «Unplugged fue una interpretación de Neil Young de bajo perfil que enfatiza la consistencia de su trabajo en el tiempo y la repetición de determinados temas líricos y tendencias musicales. Evita parte de su material folk y country más conocido, contiene unos pocos taquillazos y reunió varias melodías olvidadas para reconsideración». Burl Gyliard, de la revista Rolling Stone, en una crónica conjunta con el álbum de Warren Zevon Learning to Flinch, comentó: «Ambos álbumes hacen buenos recuerdos para sus seguidores, pero son el equivalente sonoro de camisetas de recuerdo: perfectamente cómodas, destinadas a desaparecer». Por otra parte, Robert Christgau, que le otorgó la máxima puntuación posible según su sistema de calificación, destacó las versiones de «World on a String» y «Like a Hurricane» y comentó: «Folkie y orgulloso, ha ganado una de estas cosas si alguien las tiene».
A nivel comercial, Unplugged alcanzó el puesto cuatro en la lista británica UK Albums Chart, la mejor posición para el músico desde el lanzamiento en 1972 de Harvest. En los Estados Unidos, el álbum llegó al puesto 23 de la lista Billboard 200, mientras que en Canadá alcanzó el puesto diez en la lista Canadian Albums Chart. Por su parte, el sencillo «Long May You Run» llegó al puesto 34 de la lista Mainstream Rock Tracks.

## Lista de canciones
Todas las canciones escritas y compuestas por Neil Young. 
| N.º | Título                           | Duración |  |
| 1.  | «The Old Laughing Lady»          | 5:15     |  |
| 2.  | «Mr. Soul»                       | 3:54     |  |
| 3.  | «World on a String»              | 3:02     |  |
| 4.  | «Pocahontas»                     | 5:06     |  |
| 5.  | «Stringman»                      | 4:01     |  |
| 6.  | «Like a Hurricane»               | 4:44     |  |
| 7.  | «The Needle and the Damage Done» | 2:52     |  |
| 8.  | «Helpless»                       | 5:48     |  |
| 9.  | «Harvest Moon»                   | 5:20     |  |
| 10. | «Transformer Man»                | 3:36     |  |
| 11. | «Unknown Legend»                 | 4:47     |  |
| 12. | «Look Out for My Love»           | 5:57     |  |
| 13. | «Long May You Run»               | 5:22     |  |
| 14. | «From Hank to Hendrix»           | 5:51     |  |

## Personal
Músicos
- Neil Young: guitarra, armónica, piano, órgano y voz.
- Nils Lofgren: guitarra, acordeón y coros.
- Astrid Young: coros
- Nicolette Larson: coros
- Ben Keith: dobro
- Spooner Oldham: piano y órgano.
- Tim Drummond: bajo
- Oscar Butterworth: batería
- Larry Cragg: escoba en «Harvest Moon».

## Posición en listas
| País           | Lista                      | Posición |
| -------------- | -------------------------- | -------- |
| Alemania       | Media Control Top-50 Chart | 31       |
| Australia      | ARIA Albums Chart          | 19       |
| Austria        | Ö3 Austria Top 40          | 13       |
| Canadá         | Canadian Albums Chart      | 10       |
| Estados Unidos | Billboard 200              | 23       |
| Noruega        | VG-lista Albums Chart      | 5        |
| Nueva Zelanda  | New Zealand Albums Chart   | 16       |
| Reino Unido    | UK Albums Chart            | 4        |
| Países Bajos   | Mega Album Top 100         | 13       |
| Suecia         | Albums Top 60              | 8        |
| Suiza          | Hit Parade Albums Top 100  | 25       |

| Sencillo           | Lista                  | Posición más alta |
| ------------------ | ---------------------- | ----------------- |
| «Long May You Run» | Mainstream Rock Tracks | 34                |

## Certificaciones
| Fecha                   | País           | Organismo certificador | Certificación | Ventas certificadas |
| ----------------------- | -------------- | ---------------------- | ------------- | ------------------- |
| 16 de noviembre de 1993 | Estados Unidos | RIAA                   | Oro           | 500 000             |